# 阿彻 (佛罗里达州)
阿彻（英語：Archer），是美国佛罗里达州下属的一座城市。建立于1850年。面积约为6.2平方公里（约合2.4平方英里）。根据2010年美国人口普查，该市有人口1,118人。论人口在本州排行第324。